# 俄罗斯最高苏维埃
俄罗斯最高苏维埃，在1938年—1991年称为俄罗斯苏维埃联邦社会主义共和国最高苏维埃（俄语：Верховный Совет РСФСР），1991年至1993年称俄罗斯联邦最高苏维埃（俄语：Верховный Совет Российской Федерации）。1938年至1990年，俄罗斯苏维埃联邦社会主义共和国最高苏维埃是俄罗斯苏维埃联邦社会主义共和国的最高立法机构，1993年俄罗斯宪政危机之后，俄罗斯最高苏维埃和俄罗斯人民代表大会被联邦委员会和国家杜马取代。

## 历史
1938年，苏联最高苏维埃成立，它替代苏联苏维埃代表大会和苏联中央执行委员会成立苏联的最高权力和立法机关，相应地，俄罗斯苏维埃联邦社会主义共和国最高苏维埃在俄罗斯苏维埃联邦社会主义共和国成立，最高领导人为俄罗斯苏维埃联邦社会主义共和国最高苏维埃主席团主席。
1990年5月，俄罗斯苏维埃联邦社会主义共和国人民代表大会成立，取代俄罗斯苏维埃联邦社会主义共和国最高苏维埃成了俄罗斯苏维埃联邦社会主义共和国的最高权力和立法机关，俄罗斯苏维埃联邦社会主义共和国最高苏维埃成为俄罗斯苏维埃联邦社会主义共和国人民代表大会的常设机构，同时，俄罗斯苏维埃联邦社会主义共和国最高苏维埃主席团被取消，最高苏维埃主席取代最高苏维埃主席团主席成为最高苏维埃的领导人。
从1991年7月开始，国家的行政权力从俄罗斯苏维埃联邦社会主义共和国最高苏维埃主席转移至新设立的俄罗斯苏维埃联邦社会主义共和国总统职位。
1991年12月，苏联解体，俄罗斯苏维埃联邦社会主义共和国最高苏维埃更名为俄罗斯联邦最高苏维埃，它是俄罗斯联邦人民代表大会的常设机构。
1993年俄罗斯宪政危机之后，俄罗斯联邦最高苏维埃和俄罗斯联邦人民代表大会被联邦委员会和国家杜马取代。

## 历任领导人
- 安德烈·日丹诺夫（1938年7月15日-1947年6月20日）
- 米哈伊尔·塔拉索夫（1947年6月20日-1951年4月13日）
- 列昂尼德·索洛维约夫（1951年4月13日-1955年3月23日）
- 伊万·戈罗什金（1955年3月23日-1959年4月15日）
- 瓦西里·普罗霍罗夫（1959年4月15日-1963年4月4日）
- 瓦西里·克里斯蒂亚尼诺夫（1963年4月4日-1967年11月4日）
- 米哈伊尔·米隆希科夫（1967年11月4日-1973年5月27日）
- 弗拉基米尔·科捷利尼科夫（1973年7月30日-1980年3月25日）
- 尼古拉·格里巴乔夫（1980年3月25日-1990年5月16日）
- 鲍里斯·叶利钦（1990年5月29日-1991年7月10日）
- 鲁斯兰·哈斯布拉托夫（1991年10月28日-1993年9月21日）